# Philippe Coquillon
« Coquillon » redirige ici. Pour les autres significations, voir Coquillon (homonymie).
Philippe Charles Marie Coquillon est un homme d'affaires français né le 29 novembre 1909 à Paris et décédé le 7 octobre 1990 à Boulogne-Billancourt (Hauts-de-Seine).

## Biographie

### Jeunesse et études
Philippe Coquillon naît dans le 9e arrondissement de Paris, dans l'appartement familial de la rue Taitbout. Son père, Georges Coquillon, licencié ès lettres et docteur en droit, est alors Directeur général de la compagnie d'assurances L'Abeille "Grêle & Incendie", qu'il possède en partie. Sa mère, née Hélène Masson, est aussi issue d'un milieu parisien aisé, fille de Léon-Noël Masson, ingénieur de l'École centrale des arts et manufactures (ECP), Administrateur de Saint-Gobain, professeur au Conservatoire national des arts et métiers, Officier de la Légion d'honneur, et de Charlotte Chrictot-Fortier, elle-même apparentée à la famille Le Roy Ladurie.
Le jeune Philippe est fils unique et grandit choyé par ses parents. La famille déménage avenue de Wagram, dans le 17e arrondissement et passe souvent ses week-ends à jouer au golf à Saint-Germain-en-Laye. Philippe Coquillon effectue sa scolarité à l'école Gerson, dans le 16e arrondissement. Après son baccalauréat, il obtient une licence en droit à la faculté de droit de Paris puis intègre l'École libre des sciences politiques (Sciences Po) dont il obtiendra le diplôme dans la section Finances privées.
Il perd son père puis sa mère à quelques années d'écart et devient orphelin alors qu'il n'a qu'une vingtaine d'années. Ses deux grand-mères veilleront sur lui jusqu'à la fin de ses études.
Le 18 février 1938, il se marie en l'église Saint-Honoré d'Eylau, à Paris, avec Odile Faÿ, excellente joueuse de golf (elle obtiendra le handicap zéro) et fille de Georges Faÿ, un notaire parisien réputé, décoré de la Croix de guerre 1914-1918, et de Marguerite Lecaron, membre de la société Gellé Frères. Sa grand-mère était née Camille Blanche et apparentée aux docteurs Esprit et Émile Blanche et au peintre Jacques-Emile Blanche, petit-fils et fils de ces deux médecins. La réception a lieu à la Maison des Centraux, 8, rue Jean-Goujon, dans le huitième arrondissement. Le jeune couple s'est rencontré sur les greens du golf de Saint-Germain-en-Laye.
Philippe Coquillon, qui vit alors à Neuilly-sur-Seine, s'installe avec sa femme avec qui il aura cinq filles : Hélène (1939-2016), Anne (1941-2003), Edith (1943), Marie (1945-2024), Laurence (1948-1964),. 

### Parcours professionnel
Comme son grand-père Albert de 1900 à 1908, et son père Georges de 1908 à 1929, Philippe Coquillon a des responsabilités importantes au sein de la compagnie d'assurances L'Abeille dont Charles Watel sera le Directeur général après Georges Coquillon, de 1929 à 1947. Paul Perrot le sera quant à lui de 1948 à 1956.
À la fin de la Seconde Guerre mondiale, la famille emménage rue Alphonse-de-Neuville, dans le dix-septième arrondissement. Philippe Coquillon commence alors à voyager presque toute l'année pour ses affaires, notamment en Europe et aux États-Unis mais aussi en Amérique du Sud et en Afrique. La famille se réunit pendant les vacances, l'hiver en Suisse, à Lenzerheide dans le canton des Grisons, et l'été à Pornic. À Paris, il fréquente l'Automobile Club de France dont il est membre.
À la fin des années 1950, il décide de se séparer de la compagnie d'assurances L'Abeille. Admirateur du modèle anglo-saxon et un brin aventurier, il part pour les Bahamas qui sont encore à l'époque une colonie britannique et y préside une compagnie de réassurance. En 1963, il s'installe aux Bermudes où il est nommé président d'une autre importante société dans le même domaine d'activité. Il crée parallèlement une société de conseil en assurances. Il ne délaisse pas le golf et devient membre du Lyford Cay Club à Nassau puis du Mid-Ocean Club aux Bermudes. Après son divorce en 1964 il se remarie le 19 Octobre 1965 avec Dorothy Evans, d'origine britannique, à Hamilton. 
Philippe Coquillon passera le reste de sa vie dans sa maison de Paget aux Bermudes. En 1990, il accepte de subir une opération à cœur ouvert à Paris. Il n'y survivra pas et décède, entouré de sa famille. La cérémonie religieuse a lieu dans l'église où il s'est marié soixante-deux ans plus tôt, Saint-Honoré d'Eylau. Il est inhumé aux Bermudes.
Un trophée de golf, joué chaque année au golf de Saint-Germain-en-Laye dont il était membre depuis 1913, porte son nom depuis 1991 : le Challenge Philippe Coquillon.